# Usnjebradi uhati netopir
Usnjebradi uhati netopir (znanstveno ime Plecotus macrobullaris) je vrsta netopirjev iz družine gladkonosih netopirjev, ki je razširjena v Evropi.

## Opis
Odrasle živali merijo v dolžino med 46 in 55 mm, podlaht je dolga med 37 in 46 mm, uhlji pa merijo med 34 in 38 mm. Tehtajo med 6 in 10 g.
Osnovni plen tega netopirja so nočni metulji, ki jih lovi v letu nad travniki in pašniki.